# キリスト (オラトリオ)
『キリスト』（ドイツ語：Christus、クリストゥス）は、フランツ・リストが作曲した3つのオラトリオのうち聖エリーザベトの伝説に続く第2作目で、1866年に完成した作品である。聖書を原典としてキリストの誕生から受難、復活までを描いていることに関してはヘンデルの『メサイア』の先例がある。ただヘンデルが旧約聖書の預言をとおしての間接的な描写を多く用いているのに対し、リストは福音書のテクストによる直接的な描写を多用している。

## 概説
テキストは聖書とカトリックの典礼から来ている。多作なワイマール時代を経て、1861年にリストがローマに移った後の10年間の彼の作品のほとんどは宗教音楽であった。

## 作曲時期と作曲地
多作なワイマール時代を経て、1861年にリストがローマに移った後の10年間の彼の作品のほとんどは合唱団のための宗教音楽だった。作曲時期は1862年から1866年のローマ滞在中と推定され、その影響でグレゴリオ聖歌的なコラールがふんだんに取り入れられており、その影響は独唱のレチタティーヴォまで及んでいる。1866年9月末までに楽譜を完成させたが、リスト自身がいくつかの修正を望んだため、最終的な完成はその年の12月であった。作品は1872年に出版され、1873年5月29日にヴァイマルのプロテスタント教会にて初演がなされた。

## 演奏時間
全3部、約2時間40分（各60分、45分、55分）

## 楽器編成

### オーケストラ
フルート3（ピッコロ1持ち替え）、オーボエ2、（2番はコーラングレ持ち替え）、クラリネット2、ファゴット2、ホルン4、トランペット3、トロンボーン3、チューバ、ティンパニ（4個）、大太鼓、シンバル、鐘、ハープ、オルガンまたはハルモニウム、弦五部

### 声楽陣
独唱： ソプラノ、メゾソプラノ、アルト、テノール、バリトン、バス、4部の混声合唱

## 楽曲構成
オラトリオの演奏時間は約3時間で、巨大なオーケストラと声力を必要とするため、今日のコンサートホールで上演されることは稀である。リストは聖書、カトリックの典礼といくつかの古代ラテン語の賛美歌を使用している。リストは、オラトリオにおけるオーケストラの役割は、コーラスよりも重要であり、オーケストラは成長と発展の原動力である、と考えた。これは、コーラスが優勢であった以前のバロック様式や古典的なオラトリオとは異なり、オーケストラは解説として機能し、調和のとれた質感を提供する。楽譜には、音楽が描いているもの、根底にある感情的または宗教的関連性を説明するかのように、ラテン語のパッセージで定期的に注釈が付けられている。前述の通り3部からなる。

### 第1部　クリスマス・オラトリオ
序奏は主に明るく牧歌的な雰囲気で、約18分である。
「パストラーレと受胎告知」では、オーケストラに支えられ、イエス・キリストの誕生を告げる、いくつかの羊飼いの間に来る天使たちを歌う。
「輝かしき聖母は佇み」で歌われるラテン語の賛美歌は、マリアがゆりかごの中で小さなイエスを見て遊んでいることを描写している。
「飼い葉桶の羊飼いの歌」では、牧歌的な雰囲気がオーボエ、クラリネット、ファゴットの穏やかで陽気なメロディーによってクライマックスに達す。音楽は絶えず、曲のの終わりまでに喜びのピークに達す。
このパートの締めくくりの楽章「東方三博士」は、静かに始まり、フルオーケストラで終わる壮大なの行進である。第1部はこの楽曲で壮大かつ楽観的に終わる。
- 第1曲 序奏
- 第2曲 パストラーレと受胎告知
- 第3曲 輝かしき聖母は佇み
- 第4曲 飼い葉桶の羊飼いの歌
- 第5曲 東方三博士

### 第2部公現の後で
第2部は、バリトン、コーラス、オルガンのために作曲された「真福八端」で始まる。穏やかで瞑想的であり、第1部ほど華やかではない。実際、この楽曲は1855年に書かれており、リストは単にオラトリオの一部として使用することを決めたのだった。
次の「主の祈り」は、合唱とオルガンのための主の祈りを表しており、ラテン語のテキストのつぶやきと気分の憂鬱さは、「真福八端」とよく似ている。
しかし、「教会の創立」は、断固とした響きがある。
「奇蹟」は、キリストがガリラヤ湖の水の上を歩く場面を描いており、オーケストラが描写の主役を演じている。嵐が巨大な波を巻き起こし、使徒たちがイエスに「主よ、わたしたちをお救いください、わたしたちは滅びます。」と嘆願する。音楽は最初は劇的である。その後、イエスは嵐を止め、静かに曲が終結する。
「イェルサレムへの入場」は、ソリスト、合唱団、オーケストラで第2部を輝かしい終わりに導く。
- 第6曲 真福八端
- 第7曲 主の祈り
- 第8曲 教会の創立
- 第9曲 奇蹟
- 第10曲 イェルサレムへの入場

### 第3部　受難と復活
第3部は、陰鬱で痛みに満ちた動き「我が魂は憂い」で始まる。
そして、古代ラテン語の賛美歌「悲しみの聖母は佇み」で哀愁を帯びた陰鬱な歌が歌われる。これはキリストの全楽章の中で最も長い楽曲(約30分)であり、全てのオーケストラと声楽力を採用している。栄光と喜びを告げる多くの通常のオラトリオとはまったく異なる気分の楽曲である。息子の死を見守る、マリアの運命の長くて痛ましい嘆きを表現している。終わりに向かって音楽は盛り上がり、いくつかの場所で爆発し、情熱的に、勝利する。これはキリストの復活、死に対するいのちの勝利を予期している。
短いイースターの賛美歌「おのこよ、おみなよ」は、「悲しみの聖母は佇み」とは対照的で、非常に短く(2分)、ハーモニウムと女性コーラスだけで、明るく、期待に満ちた気分の楽曲である。こマグダラのマリアがキリストの墓が開かれ、空っぽになったことを物語っている。
オラトリオの最後は「復活」では、全オーケストラと喜びに満ちた歓喜の合唱で、キリストの復活を祝う。このオラトリオは、声楽と管弦楽の力を最大限に使って、「キリストはよみがえられた!」という宣言で幕を閉じる。
- 第11曲 我が魂は憂い
- 第12曲 悲しみの聖母は佇み
- 第13曲 おのこよ、おみなよ
- 第14曲 復活